# Užitna klapavica
Užitna klapavica (znanstveno ime Mytilus galloprovincialis) spada verjetno med najbolj znane školjke v bibavičnem pasu. Je temnovijolična in velika od 5 do 8 centimetrov ter jo zaradi okusnega mesa tudi gojijo. 
Živi v večjih skupinah na kamnih in skalah, na katere je trdno pritrjena z bisusnimi nitkami, da je ne odtrgajo niti močnejši valovi. Ob oseki zapre svoje lupine ter se s tem obvaruje pred izsušitvijo. Tako zadrži dovolj vode in lahko ostane živa tudi po več dni. Spada med filtratorje, ki s precejanjem vode črpajo hrano iz vode. Vendar s črpanjem vode, se lahko v njih naberejo tudi povzročitelji raznih bolezni, kot recimo salmoneloze in tifusa, zato moramo klapavice vedno dobro prekuhati.